# Amphiura stictacantha
Amphiura stictacantha är en ormstjärneart som beskrevs av Hubert Lyman Clark 1938. Amphiura stictacantha ingår i släktet Amphiura och familjen trådormstjärnor. Inga underarter finns listade i Catalogue of Life.